# А Ригали (Лука)
А Ригали (итал. A Rigali) је насеље у Италији у округу Лука, региону Тоскана.
Према процени из 2011. у насељу је живело 37 становника. Насеље се налази на надморској висини од 175 м.